# Untersulzbachkees
Untersulzbachkees är en glaciär i Österrike.   Den ligger i förbundslandet Salzburg, i den centrala delen av landet, 300 km väster om huvudstaden Wien. Untersulzbachkees ligger 2 621 meter över havet.
Terrängen runt Untersulzbachkees är huvudsakligen bergig, men den allra närmaste omgivningen är kuperad. Terrängen runt Untersulzbachkees sluttar norrut. Runt Untersulzbachkees är det ganska glesbefolkat, med 26 invånare per kvadratkilometer.. Närmaste större samhälle är Mittersill, 19,5 km nordost om Untersulzbachkees. 
Trakten runt Untersulzbachkees består i huvudsak av gräsmarker.